# Оналбаев, Онталап Серикбаевич
Онталап Серикбаевич Оналбаев (каз. Оңталап Серікбайұлы Оңалбаев; род. 6 января 1966, Казалинск, Кзыл-Ординская область, Казахская ССР) — казахстанский дипломат. Чрезвычайный и Полномочный Посол Республики Казахстан в Исламской Республике Иран (с 2024 года). Постоянный представитель Республики Казахстан при Организации экономического сотрудничества.

## Биография
Окончил Казахский государственный университет имени аль-Фараби и Казахский гуманитарно-юридический университет.
В 1986 году начал свою трудовую деятельность в качестве рабочего в совхозе имени Энгельса в Кзыл-Ординской области.
В 1994 году начал дипломатическую службу в Министерстве иностранных дел Республики Казахстан (МИД РК) с должности референта.
В 1995—1997 годах был атташе Департамента консульской службы МИД РК.
С 1997 по 2001 годы был атташе, третьим секретарём посольства Казахстана в Иране.
С 2001 по 2003 годы занимал должности второго, первого секретаря Управления информации и анализа, Департамента Азии, Ближнего Востока и Африки, советника Департамента консульской службы МИД РК.
В 2003—2009 годах был первым секретарём посольства Казахстана в Кыргызстане и первым секретарём, советником посольства Казахстана в Иране.
В 2009—2011 годах работал начальником управления Департамента Азии и Африки МИД РК.
В 2011—2012 годах — советник-посланник посольства Казахстана в Иране.
В 2012—2018 годах занимал должность генерального консула Казахстана в городе Горгане (Иран).
С 2018 по 2019 годы занимал должность руководителя управления Ближнего Востока, Азии и Африки Департамента консульской службы МИД РК.
С 2019 по 2022 годы был заместителем директора ДКС и директором Департамента Ближнего, Среднего Востока и Африки МИД РК.
С августа по октябрь 2022 года занимал должность советника министра иностранных дел Казахстана.
С октября 2022 года до марта 2024 года занимал должность посла по особым поручениям МИД РК.
С 26 марта 2024 года — Чрезвычайный и Полномочный Посол Республики Казахстан в Исламской Республике Иран.
Имеет дипломатический ранг Чрезвычайного и Полномочного Посланника II класса. Владеет персидским и английским языками.

## Награды
- Медаль «За трудовое отличие» (2018)
- Почётная грамота президента Республики Казахстан (2022)
- Юбилейные медали